# Kvassyliv
Kvassyliv (en ukrainien : Квасилів) ou Kvassilov (en russe : Квасилов ; en polonais : Kwasiłów) est une commune urbaine de l'oblast de Rivne, en Ukraine. Sa population s'élevait à 8 117 habitants en 2021.

## Géographie
Krassyliv se trouve à 6 km au sud du centre de Rivne et à 302 km à l'ouest de Kiev.

## Histoire
La fondation de Kvassyliv remonte à 1445. Elle a le statut de commune urbaine depuis 1978. Ses symboles, adoptés en 1997, représentent deux cônes de houblon et évoquent l'industrie de la construction mécanique.

## Population
Recensements ou estimations de la population :
| 1979* | 1989* | 2001* | 2010  | 2011  | 2013  | 2014  |
| ----- | ----- | ----- | ----- | ----- | ----- | ----- |
| 3 633 | 7 072 | 7 478 | 8 046 | 8 117 | 8 214 | 8 270 |

| 2015  | 2016  | 2017  | 2018  | 2019  | 2020  | 2021  |
| ----- | ----- | ----- | ----- | ----- | ----- | ----- |
| 8 294 | 8 294 | 8 310 | 8 250 | 8 213 | 8 167 | 8 117 |